# جون أوزوالد ساندرز
جون أوزوالد ساندرز (بالإنجليزية: John Oswald Sanders)‏ هو محامي نيوزيلندي، ولد في 1917، وتوفي في 24 أكتوبر 1992.